# アントニオ・ベルナッキ

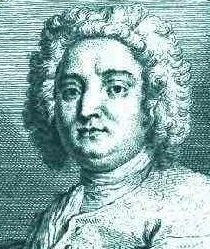
ベルナッキの肖像

アントニオ・マリア・ベルナッキ（Antonio Maria Bernacchi、1685年6月23日 - 1756年3月1日）は、イタリアのカストラート歌手。

## 生涯

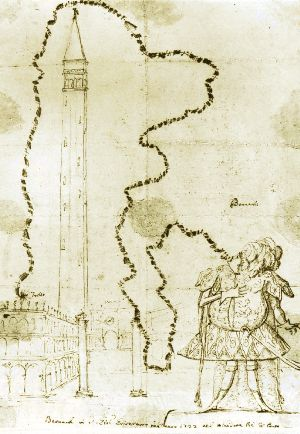
ベルナッキの技巧的な歌唱を描いたカリカチュア

ベルナッキはボローニャに生まれ、ボローニャのピストッキ (Francesco Antonio Pistocchi) に学んだ。1703年にジェノヴァでオペラ歌手としてデビューし、イタリア各地で歌ったほか、1709年以降ウィーンで少なくとも22曲のオペラを歌っている。1720年から1727年にかけてミュンヘンでバイエルン選帝侯の宮廷歌手として歌っている。1727年にファリネッリは短期間ベルナッキに学んだ。
1721年にローマでアレッサンドロ・スカルラッティ『グリゼルダ』の主役を演じている。
ベルナッキは名人芸的で装飾的な歌い方を創始し、楽器のような音を出したりしたという。しかし過剰にアクロバティックな技巧に走った歌唱法に対して人々は必ずしも好意的ではなかった。
ベルナッキが最初にロンドンで歌ったのは1716年から翌年にかけてだった。このシーズンにヘンデルが新作を上演することはなかったが、ヘイマーケットの国王劇場で上演されたアレッサンドロ・スカルラッティ『ピロとデメトリオ』（再演）のために新しいアリアを3曲書いている。ベルナッキはこの曲と、パスティッチョの『クレアルテ』で歌った。1717年にはヘンデルの『リナルド』（再演、ゴッフレード役）と『アマディージ』（再演、ダルダニオ役）を演じている。
オペラ興業会社である「王室音楽アカデミー」が倒産した後の1729年のシーズンにはセネジーノにかわる主役カストラートとして新たに契約を結んでロンドンで活動し、ヘンデルの『ロターリオ』、『パルテノーペ』、およびパスティッチョの『オルミズダ』を歌ったが、いずれも不評に終わった。明らかにロンドンの聴衆はベルナッキよりもセネジーノを好んでいた。結局翌1730年のシーズンにセネジーノが復帰している。
ベルナッキは音楽教育にも力を入れた。1736年ごろまで劇場で歌ったが、その後は主に教育者として活動した。1756年にボローニャで没した。